# Wilhelm Exner
Wilhelm Franz Exner (9. dubna 1840 Gänserndorf – 25. května 1931 Vídeň) byl rakouský technik, vysokoškolský pedagog a politik německé národnosti z Dolních Rakous, v 2. polovině 19. století poslanec Říšské rady.

## Biografie
Byl synem železničáře. Studoval na vídeňské polytechnice. Pracoval pak jako pedagog na vyšší reálné škole ve Vídni. V letech 1862–1868 vyučoval na školách v českém Lokti (zde vyučoval po dva roky) a v dolnorakouské Kremži. V roce 1868 byl jmenován profesorem na lesnické akademii v Mariabrunnu. Roku 1875 byl pověřen začleněním této školy do Vysoké školy zemědělské ve Vídni. Stal se zde profesorem mechanické technologie a stavebního a strojního inženýrství.
Byl i politicky aktivní. Působil jako poslanec Říšské rady (celostátního parlamentu Předlitavska), kam nastoupil doplňovacích volbách roku 1882 za kurii venkovských obcí v Dolních Rakousích, obvod Hernals, Ottakring, Währing, Klosterneuburg. Slib složil 5. května 1882. Mandát zde obhájil i ve volbách roku 1885. Ve volbách roku 1891 uspěl za kurii městskou, obvod Vídeň, I. okres. Ve volebním období 1879–1885 se uvádí jako Dr. Wilhelm Exner, c. k. dvorní rada a profesor na c. k. vysoké zemědělské škole, bytem Vídeň.
V roce 1882 je uváděn coby ústavověrný poslanec Říšské rady. Po volbách roku 1885 se uvádí coby člen klubu Sjednocené německé levice, který utvořilo několik ústavověrných politických proudů liberálního a centralistického ražení. Po rozpadu Sjednocené levice přešel do frakce Německorakouský klub. V roce 1890 se uvádí jako poslanec obnoveného klubu německých liberálů, nyní oficiálně nazývaného Sjednocená německá levice. I ve volbách roku 1891 byl na Říšskou radu zvolen za klub Sjednocené německé levice. Národní listy v nekrologu uvádějí, že s poslanci českými byl vždy ve stycích přátelských.
Od roku 1905 byl členem Panské sněmovny (nevolená horní komora Říšské rady), kde patřil k liberálnímu klubu.
V roce 1900 byl generálním komisařem pro rakouskou expozici na Světové výstavě v Paříži. V letech 1879–1904 zastával funkci ředitele institutu Technologisches Gewerbemuseum ve Vídni, na jehož založení se podílel. Následně až do roku 1910 byl prezidentem Spolku pro rozvoj živností. V roce 1920 se stal předsedou Rakouského normalizačního výboru. Byl také čestným prezidentem dolnorakouského živnostenského spolku, čestným členem Spolku německých inženýrů a od roku 1925 členem vídeňské akademie věd. Vídeňská vysoká škola technická mu udělila čestný doktorát. Jmenuje se po něm Medaile Wilhelma Exnera, udělovaná v Rakousku osobnostem za národohospodářské zásluhy.
Zemřel v květnu 1931 po krátké nemoci.

## Památka
Lavička byla postavena v Karlových Varech a je památkou na významného lázeňského hosta Wilhelma Exnera, který podle karlovarských Kurlistů v lázních pobýval celkem 59krát. Svého času bylo zvykem na území karlovarských lázeňských lesů vytvářet drobné či větší historické památníky na počest významného lázeňského hosta či hostů nebo jako poděkování za hostovo uzdravení.